# Tryptyk Świętokrzyski
Tryptyk Świętokrzyski (Tryptyk Kielecki) – zbiór trzech oratoriów z muzyką Piotra Rubika do słów Zbigniewa Książka, powstały w latach 2004–2006. Pomysłodawcą i mecenasem całego tryptyku jest prezydent Kielc Wojciech Lubawski.

## Historia
Pierwsze dwie części (Świętokrzyska Golgota - 2004, Tu Es Petrus - 2005) są zadedykowane papieżowi, Janowi Pawłowi II. Prapremiera Świętokrzyskiej Golgoty miała miejsce 6 kwietnia 2004 roku w kieleckiej bazylice. Wystąpiła Orkiestra Symfoniczna Filharmonii Świętokrzyskiej im. O. Kolberga w Kielcach, Chór Instytutu Edukacji Muzycznej Akademii Świętokrzyskiej, Chór Kameralny „Fermata” oraz soliści: Katarzyna Groniec, Dorota Marczyk, Michał Bajor, Andrzej Biegun oraz Robert Janowski.
Premiera oratorium Tu Es Petrus, które powstało tuż po śmierci Jana Pawła II miała miejsce w amfiteatrze Kadzielnia 14 maja 2005 roku.
Trzecia część nosi nazwę Psałterz Wrześniowy (2006) i nawiązuje do dwóch wrześniów – 1939 i 2001. Miała premierę 11 września 2006 roku w rocznicę zamachu na Word Trade Center. Solistami byli: Dorota Marczyk, Joanna Słowińska, Olga Szomańska, Przemysław Branny, Maciej Miecznikowski i Janusz Radek. Orkiestrą Symfoniczną Filharmonii Świętokrzyskiej im. Oskara Kolbego w Kielcach dyrygował Piotr Rubik. Wystąpiły również: Chór Instytutu Edukacji Muzycznej Akademii Świętokrzyskiej i Chór Kameralny "Fermata". 
Nazwa tryptyk nawiązuje do troistej budowy oraz liturgicznej genezy oratoriów. Pierwsza część miała powstać już na Festiwal Święty Krzyż 2000 w Kielcach, stąd jej nazwa oraz nazwa całego tryptyku. Wszystkie prapremiery miały miejsce w Kielcach.
Każda część ukazała się na płytach CD, wszystkie osiągnęły dużą liczbę sprzedanych egzemplarzy. Każde wykonanie oratoriów wchodzących w skład Tryptyku ma widowiskowy charakter, co wynika tak z samego gatunku muzycznego (wielkość formy, chór i orkiestra) jak z żywiołowości dyrygenta i autora, Piotra Rubika.
W licznych wykonaniach poszczególnych części, dyryguje Piotr Rubik, a wśród solistów pojawiają się: Zofia Nowakowska, Ewa Prus, Marta Moszczyńska, Michał Gasz, Grzegorz Wilk, Michał Bogdanowicz.

## Nagrody
- 2 czerwca 2006 na 43 Krajowym Festiwalu Piosenki Polskiej w Opolu płyta TU ES PETRUS otrzymała nagrodę Super Jedynki za najlepszą płytę literacką[3].
- Wydany w 2006 przez Universal Music Polska Tryptyk Świętokrzyski, jako 6 płytowy box set[5], uzyskał w 2007 status dwukrotnie platynowej płyty[6].